# Црква Светог Романа српског у Рековцу
Црква Светог Романа српског у Рековцу, насељеном месту на територији општине Рековац, подигнута је 1933. године, припада Епархији шумадијској Српске православне цркве.
Радови на цркви су започети 1911. године, да би се због подводног терена већ следеће 1912. године, све до тада озидано срушило само од себе. Наставак градње су прекинули наступајући ратови, као и немаштина, да би радови били настављени тек 1924. године. Сви радови били су приведени крају и црква би освећена 29. августа 1933. године за време краља Александра Kарађорђевића. Највећи приложеници и добротвори на изградњи били су краљ Александар, бан моравске бановине Милан Николић, левачка банка, рековачка банка и многи други.

## Галерија
- Црква
- Црква-западни портал
- Живопис
- Црква-улаз
- Живопис